# 1825 у літературі

## Твори
- «Талісман» — роман Вальтера Скотта.

## Народились
- 9 травня — Перегрін Обдржалек (чеськ. Peregrin Obdržálek), чеський священик і письменник (пом. 1891).
- 15 серпня — Бернардо Гімарайнш (порт. Bernardo Joaquim da Silva Guimarães), бразильський письменник (помер в 1884).